# Kalle Blomkvist och Rasmus (film)
Kalle Blomkvist och Rasmus är en svensk barnfilm från 1997 i regi av Göran Carmback.

## Handling[4]
Kalle, Anders och Eva-Lotta lär känna den femårige Rasmus som har flyttat till Lillköping. En natt när de går förbi Rasmus hus får de se hur Rasmus och hans pappa bli kidnappade av tre okända män; ingenjör Peters och dennes hantlangare Blom och Nicke. Rasmus pappa är en professor som har uppfunnit en lättmetall som är ogenomtränglig och kidnapparna vill veta hemligheten och försöker tvinga honom att tala om var han har gömt sina papper med ritningarna till metallen. 
Eva-Lotta låter sig bli kidnappad medan Anders och Kalle följer efter på professorns motorcykel till en isolerad ö där kidnapparna håller professorn, Rasmus och Eva-Lotta instängda. Eva-Lotta och Rasmus sitter inlåsta i sjöboden medan professorn sitter ensam i kidnapparnas hus. 
Nästa dag råkar Rasmus avslöja var ritningarna finns, kidnapparna ger sig av för att finns dem men Kalle och Anders hinner före. Kvar på ön lurar Eva-Lotta och Rasmus en av kidnapparna och lyckas rymma, men kidnapparna hittar dem dagen därpå eftersom de aldrig lämnade ön.
Barnen lyckas kontakta polisen efter att de hört att kidnapparna planerar att fly till utlandet med ett pontonflygplan. Dagen därpå tar sig Kalle ombord på flygplanet samtidigt som Anders och Eva-Lotta får se polisen komma i två polisbåtar. Kalle saboterar planet innan det kan lyfta, vilket gör att det kraschar in i en fyr. Rasmus pappa, Kalle och piloten blir upplockade av polisbåtarna. Blom och Peters simmar iland på ön, men blir gripna av poliserna. 
En kort tid senare blir Rasmus dubbad till den fjärde medlemmen i Vita Rosen.

## Om filmen
Astrid Lindgrens roman Kalle Blomkvist och Rasmus gavs ut 1953. Samma år spelades även filmen Mästerdetektiven och Rasmus in. Under åren 1947-1957 spelades tre filmer in om Mästerdetektiven Blomkvist.
I mitten av 90-talet gjordes två stycken nyinspelningar av filmerna. År 1996 kom Kalle Blomkvist - Mästerdetektiven lever farligt, och året därpå kom Kalle Blomkvist och Rasmus. Båda filmerna regisserades av Göran Carmback.

## Rollista
- Malte Forsberg - Kalle Blomkvist
- Totte Steneby - Anders
- Josefin Årling - Eva-Lotta Lisander
- William Svedberg - Rasmus, 5 år
- Jan Mybrand - Professorn, Rasmus pappa
- Victor Sandberg - Sixten, Röda Rosen
- Johan Stattin - Benke, Röda Rosen
- Bobo Steneby - Jonte, Röda Rosen
- Pierre Lindstedt - Nicke, kidnappare
- Rolf Degerlund - Ingenjör Peters, ledare för kidnapparna
- Patrik Bergner - Blom, kidnappare
- Claes Malmberg - Konstapel Björk

## Musik
- Vår vitaste ros, text och musik av Peter Grönvall och Nanne Grönvall, sjungs av Sanna Nielsen